# Ken Skupski
Ne pas confondre avec Neal Skupski, son frère cadet, également joueur de tennis.
Ken Skupski, né le 9 avril 1983 à Liverpool, est un joueur de tennis britannique, professionnel de 2001 à 2022.
Spécialiste du double, il a remporté sept tournois sur le circuit principal. Son titre le plus important est le tournoi ATP 500 d'Acapulco, remporté en 2021 avec son frère Neal Skupski.

## Carrière
Ken Skupski joue principalement en double. Il a remporté sept titres sur le circuit ATP et joué dix autres finales. Ses partenaires principaux sont les Britanniques Colin Fleming et Jamie Delgado et son frère cadet, Neal Skupski avec qui il a remporté trois titres, atteint 6 autres finales et un quart de finale au tournoi de Wimbledon 2017.
En dehors du circuit professionnel, il a notamment remporté la médaille d'argent des Jeux du Commonwealth en 2010 en double messieurs et celle de bronze en double mixte.
En 2022, pour son dernier match de sa carrière en double, il atteint les huitièmes de finale à Wimbledon, associé au Britannique Jonny O'Mara. où il est battu le 4 juillet 2022 par la paire Kevin Krawietz / Andreas Mies (6-7 (6), 4-6, 4-6).

## Palmarès

### Titres en double messieurs
| No | Date       | Nom et lieu du tournoi                    | Catégorie | Dotation    | Surface      | Partenaire    | Finalistes                          | Score              |          |
| -- | ---------- | ----------------------------------------- | --------- | ----------- | ------------ | ------------- | ----------------------------------- | ------------------ | -------- |
| 1  | 21-09-2009 | Open de Moselle Metz                      | ATP 250   | 398 250 €   | Dur (int.)   | Colin Fleming | Arnaud Clément Michaël Llodra       | 2-6, 6-4, [10-5]   | Parcours |
| 2  | 25-10-2009 | St. Petersburg Open Saint-Pétersbourg     | ATP 250   | 663 750 $   | Dur (int.)   | Colin Fleming | Jérémy Chardy Richard Gasquet       | 2-6, 7-5, [10-4]   | Parcours |
| 3  | 14-02-2011 | Open 13 Marseille                         | ATP 250   | 512 750 €   | Dur (int.)   | Robin Haase   | Julien Benneteau Jo-Wilfried Tsonga | 6-3, 64-7, [13-11] | Parcours |
| 4  | 05-02-2018 | Open Sud de France Montpellier            | ATP 250   | 501 345 €   | Dur (int.)   | Neal Skupski  | Ben McLachlan Hugo Nys              | 7-62, 6-4          | Parcours |
| 5  | 22-04-2019 | Hungarian Open Budapest                   | ATP 250   | 524 340 €   | Terre (ext.) | Neal Skupski  | Marcus Daniell Wesley Koolhof       | 6-3, 6-4           | Parcours |
| 6  | 15-03-2021 | Abierto Mexicano Telcel por HSBC Acapulco | ATP 500   | 1 204 960 $ | Dur (ext.)   | Neal Skupski  | Marcel Granollers Horacio Zeballos  | 7-63, 6-4          | Parcours |
| 7  | 27-09-2021 | Sofia Open Sofia                          | ATP 250   | 419 470 €   | Dur (int.)   | Jonny O'Mara  | Oliver Marach Philipp Oswald        | 6-3, 6-4           | Parcours |

### Finales en double messieurs
| No | Date       | Nom et lieu du tournoi                                       | Catégorie | Dotation  | Surface      | Vainqueurs                             | Partenaire      | Score             |          |
| -- | ---------- | ------------------------------------------------------------ | --------- | --------- | ------------ | -------------------------------------- | --------------- | ----------------- | -------- |
| 1  | 13-06-2010 | Aegon International Eastbourne                               | ATP 250   | 405 000 € | Gazon (ext.) | Mariusz Fyrstenberg Marcin Matkowski   | Colin Fleming   | 6-3, 5-7, [10-8]  | Parcours |
| 2  | 18-06-2012 | Aegon International Eastbourne                               | ATP 250   | 403 950 € | Gazon (ext.) | Colin Fleming Ross Hutchins            | Jamie Delgado   | 6-4, 6-3          | Parcours |
| 3  | 23-07-2012 | Farmers Classic Los Angeles                                  | ATP 250   | 557 550 $ | Dur (ext.)   | Xavier Malisse Ruben Bemelmans         | Jamie Delgado   | 7-65, 4-6, [10-7] | Parcours |
| 4  | 14-10-2013 | Kremlin Cup Moscou                                           | ATP 250   | 746 750 $ | Dur (int.)   | Mikhail Elgin Denis Istomin            | Neal Skupski    | 6-2, 1-6, [14-12] | Parcours |
| 5  | 08-08-2016 | Abierto Mexicano Los Cabos Cabo San Lucas                    | ATP 250   | 721 030 $ | Dur (ext.)   | Purav Raja Divij Sharan                | Jonathan Erlich | 7-64, 7-63        | Parcours |
| 6  | 25-06-2018 | Nature Valley International Eastbourne                       | ATP 250   | 661 085 € | Gazon (ext.) | Luke Bambridge Jonny O'Mara            | Neal Skupski    | 7-5, 6-4          | Parcours |
| 7  | 17-09-2018 | Moselle Open Metz                                            | ATP 250   | 501 345 € | Dur (int.)   | Nicolas Mahut Édouard Roger-Vasselin   | Neal Skupski    | 6-1, 7-5          | Parcours |
| 8  | 18-02-2019 | Delray Beach Open by VITACOST.com Delray Beach               | ATP 250   | 582 550 $ | Dur (ext.)   | Bob Bryan Mike Bryan                   | Neal Skupski    | 7-65, 6-4         | Parcours |
| 9  | 08-04-2019 | Fayez Sarofim & Co. US Men's Clay Court Championship Houston | ATP 250   | 583 585 $ | Terre (ext.) | Santiago González Aisam-Ul-Haq Qureshi | Neal Skupski    | 6-3, 4-6, [10-6]  | Parcours |
| 10 | 19-05-2019 | Open Parc Auvergne-Rhône-Alpes Lyon                          | ATP 250   | 524 340 € | Terre (ext.) | Ivan Dodig Édouard Roger-Vasselin      | Neal Skupski    | 6-4, 6-3          | Parcours |

## Parcours dans les tournois duGrand Chelem

### En simple
N'a jamais participé à un tableau final.

### En double
| Année | Open d'Australie             | Open d'Australie          | Internationaux de France     | Internationaux de France   | Wimbledon                     | Wimbledon                    | US Open                      | US Open                    |
| ----- | ---------------------------- | ------------------------- | ---------------------------- | -------------------------- | ----------------------------- | ---------------------------- | ---------------------------- | -------------------------- |
| 2008  | —                            | —                         | —                            | —                          | 1er tour (1/32) R. Bloomfield | F. Čermák Jordan Kerr        | —                            | —                          |
| 2009  | —                            | —                         | —                            | —                          | 1er tour (1/32) C. Fleming    | J. Brunström J.-J. Rojer     | —                            | —                          |
| 2010  | 2e tour (1/16) C. Fleming    | M. Kohlmann J. Nieminen   | 2e tour (1/16) C. Fleming    | W. Moodie D. Norman        | 2e tour (1/16) C. Fleming     | Bob Bryan Mike Bryan         | 1er tour (1/32) C. Fleming   | E. Schwank H. Zeballos     |
| 2011  | 1er tour (1/32) T. Parrott   | J. Chardy A. Clément      | 1er tour (1/32) I. Zelenay   | C. Fleming P. Marx         | 1er tour (1/32) Robin Haase   | A. Clément L. Dlouhý         | —                            | —                          |
| 2012  | 1er tour (1/32) X. Malisse   | D. Bracciali P. Starace   | —                            | —                          | 2e tour (1/16) J. Delgado     | Bob Bryan Mike Bryan         | 1/8 de finale J. Delgado     | M. Granollers Marc López   |
| 2013  | 1er tour (1/32) J. Delgado   | T. Bednarek J. Janowicz   | 1er tour (1/32) X. Malisse   | J. S. Cabal R. Farah       | 2e tour (1/16) X. Malisse     | A.-U.-H. Qureshi J.-J. Rojer | 1er tour (1/32) D. Istomin   | J. Levinský Jiří Veselý    |
| 2014  | —                            | —                         | 1er tour (1/32) M. Venus     | Mate Pavić André Sá        | 1er tour (1/32) Neal Skupski  | Dustin Brown J-L Struff      | —                            | —                          |
| 2015  | —                            | —                         | —                            | —                          | 1er tour (1/32) Neal Skupski  | M. Matkowski N. Zimonjić     | —                            | —                          |
| 2016  | —                            | —                         | 1er tour (1/32) J. Millman   | F. Delbonis A. Molteni     | 2e tour (1/16) Neal Skupski   | O. Marach F. Martin          | —                            | —                          |
| 2017  | 1er tour (1/32) Neal Skupski | J. S. Cabal R. Farah      | —                            | —                          | 1/4 de finale Neal Skupski    | Łukasz Kubot Marcelo Melo    | 2e tour (1/16) J. Millman    | R. Lindstedt J. Thompson   |
| 2018  | 1er tour (1/32) J. Cerretani | L. Mayer João Sousa       | 2e tour (1/16) Neal Skupski  | D. Bracciali Andreas Seppi | 1/8 de finale Neal Skupski    | Jamie Murray Bruno Soares    | 1er tour (1/32) Neal Skupski | Radu Albot Malek Jaziri    |
| 2019  | 2e tour (1/16) Neal Skupski  | Henri Kontinen John Peers | 2e tour (1/16) Neal Skupski  | Bob Bryan Mike Bryan       | 2e tour (1/16) J.-P. Smith    | Robin Haase F. Nielsen       | 1er tour (1/32) M. Daniell   | Marius Copil Nick Kyrgios  |
| 2020  | 1/4 de finale S. González    | Max Purcell Luke Saville  | 1er tour (1/32) S. González  | Simone Bolelli M. González | Annulé                        | Annulé                       | 1er tour (1/16) S. González  | Simone Bolelli M. González |
| 2021  | 2e tour (1/16) Neal Skupski  | J. Millman T. Monteiro    | 1er tour (1/32) Neal Skupski | J. S. Cabal R. Farah       | 2e tour (1/16) Neal Skupski   | M. Granollers H. Zeballos    | 1er tour (1/32) L. Bambridge | John Peers Filip Polášek   |
| 2022  | 2e tour (1/16) D. Inglot     | R. Klaasen B McLachlan    | —                            | —                          | 1/8 de finale J. O'Mara       | Kevin Krawietz Andreas Mies  | —                            | —                          |

N.B. : le nom du partenaire se trouve sous le résultat ; le nom des ultimes adversaires se trouve à droite.

### En double mixte
| Année | Open d'Australie | Open d'Australie | Internationaux de France | Internationaux de France | Wimbledon                     | Wimbledon                      | US Open                   | US Open                      |
| ----- | ---------------- | ---------------- | ------------------------ | ------------------------ | ----------------------------- | ------------------------------ | ------------------------- | ---------------------------- |
| 2009  | —                | —                | —                        | —                        | 2e tour (1/16) Katie O'Brien  | Ai Sugiyama André Sá           | —                         | —                            |
| 2010  | —                | —                | —                        | —                        | 2e tour (1/16) Elena Baltacha | K. Srebotnik Mark Knowles      | —                         | —                            |
| 2011  | —                | —                | —                        | —                        | 2e tour (1/16) Elena Baltacha | M. Shaughnessy Andy Ram        | —                         | —                            |
| 2012  | —                | —                | —                        | —                        | 3e tour (1/8) Melanie South   | K. Srebotnik Nenad Zimonjić    | —                         | —                            |
|       |                  |                  |                          |                          |                               |                                |                           |                              |
| 2015  | —                | —                | —                        | —                        | 2e tour (1/16) Johanna Konta  | K. Mladenovic Daniel Nestor    | —                         | —                            |
| 2016  | —                | —                | —                        | —                        | 1er tour (1/32) Tara Moore    | Anabel Medina Robert Lindstedt | —                         | —                            |
| 2017  | —                | —                | —                        | —                        | 1/4 de finale Jocelyn Rae     | Martina Hingis Jamie Murray    | —                         | —                            |
| 2018  | —                | —                | —                        | —                        | 2e tour (1/16) Anna Smith     | N. Melichar Alexander Peya     | —                         | —                            |
| 2019  | —                | —                | —                        | —                        | 1er tour (1/32) Darija Jurak  | L. Siegemund Artem Sitak       | 1er tour (1/32) A. Klepač | Chan Hao-ching Michael Venus |

N.B. : le nom de la partenaire se trouve sous le résultat ; le nom des ultimes adversaires se trouve à droite.

## Classements ATP en fin de saison
| Année          | 2002 | 2003 | 2004 | 2005 | 2006 | 2007 | 2008 | 2009 | 2010 | 2011 | 2012 | 2013 | 2014 | 2015 | 2016 | 2017 | 2018 | 2019 | 2020 | 2021 | 2022 |
| Rang en simple | –    | –    | –    | –    | –    | 910  | 559  | 1180 | –    | –    | –    | –    | –    | –    | –    | –    | –    | –    | –    | –    | –    |
| Rang en double | 1154 | 1564 | 575  | 1656 | 1614 | 495  | 241  | 54   | 77   | 90   | 52   | 77   | 90   | 100  | 77   | 87   | 56   | 53   | 56   | 56   | 209  |

Source : (en) Classements de Ken Skupski sur le site officiel de la Fédération internationale de tennis